# ミリスキア
ミリスキア（Mirischia）は、白亜紀前期の南米大陸、ロムアルド層(旧サンタナ層)から産出した肉食性コエルロサウルス類の一種。保存状態の良好な亜成体が見つかっており、そこには軟組織の残骸や気嚢の痕跡が残されていた。

## 発見と命名
2000年、デビッド・マーティルとエバーハルト・フレイは、チョークの小塊に保存されていた小型恐竜の化石の発見を報告した。これは、ドイツ・バーデン＝ヴュルテンベルク州州立自然博物館がブラジルの違法化石業者から入手したもので、その化石業者によるとシャパダ・ド・アラリペ（ペルナンブコ州アラリピナ）から発見された。2004年にタイプ種の Mirischia asymmetrica が、マーティル、フレイ、そしてダレン・ナイシュによって正式に命名され記載された。属名はラテン語の「素晴らしい」を意味する "mirus" と、ギリシア語で「股関節」を意味するἴσχιον をラテン語化して複数形にした "ischia" を組み合わせたものである。種小名の "asymmetrica" は、化石の特徴的な非対称の坐骨から取られている。
ホロタイプ(SMNK 2349 PAL)は、ロムアルド層(旧サンタナ層)のアルビアンから発見された可能性がある。ホロタイプは部分的に関節した骨格から成り、主に骨盤と2つの後部脊椎、肋骨、腹肋、部分的な腸骨、恥骨と坐骨、大腿骨の一部、右脛骨と腓骨の上部を含む不完全な後肢で構成されていた。驚くべきことに恥骨の前には、化石化した腸の断片が存在していた。そしてホロタイプ標本は成長途中の亜成体であるため、成熟した本種の全長は不明である

## 古生物学
ミリスキアは二足歩行の小型捕食者だった。その全長は2004年に約2.1メートルと推定された。2010年にグレゴリー・ポールは体重を約7キログラムと推定した。この推測が正しければ本種は獣脚類の中でも飛び抜けて身軽だった事になる。

### 骨学
ミリスキアのホロタイプは、非対称的な坐骨を持つことで有名である。以下はナイシュらのコメントの引用(2004)：「ミリスキアの坐骨は非対称で、左側には楕円形の穴が開いており、右側には同じ位置に開いた切り欠きがあった。」通常の脊椎動物は左右対称のボディープランを持つため、こうした左右非対称の形態は非常に稀である。さらにミリスキアの骨格要素は全て骨壁が非常に薄い事が判明している

### 軟体部
本種のホロタイプ標本は、軟部組織(腸)の残りを維持するという点でも注目を集めている。さらに恥骨と坐骨の間には気嚢の痕跡と記載者が解釈したものが隙間の形で保存されていた。以前から研究者たちは、非鳥類型の獣脚類が鳥のように胴体部に気嚢を持っている可能性があることを示唆しており、ミリスキアはそれを証明した好例である。

## 分類
発見当初の2004年にミリスキアはヨーロッパの上部ジュラ系産コンプソグナトゥスやイングランドの下部白亜系産アリストスクスに密接に関連があるとされ、コンプソグナトゥス科へ位置付けられた。この場合ミリスキアは唯一のアメリカ大陸産コンプソグナトゥス科となる。しかし2010年に記載者のダレン・ナイシュは、当初の見解を覆して本種を基盤的なティラノサウルス科とする可能性を示めした。このようなティラノサウルス類、コエルロサウルス類、コンプソグナトゥスでは、これまでにもオルニトレステスやタニコラグレウスのように、それぞれの分類を彷徨っている種が多い。

## 古生態学

### 食性

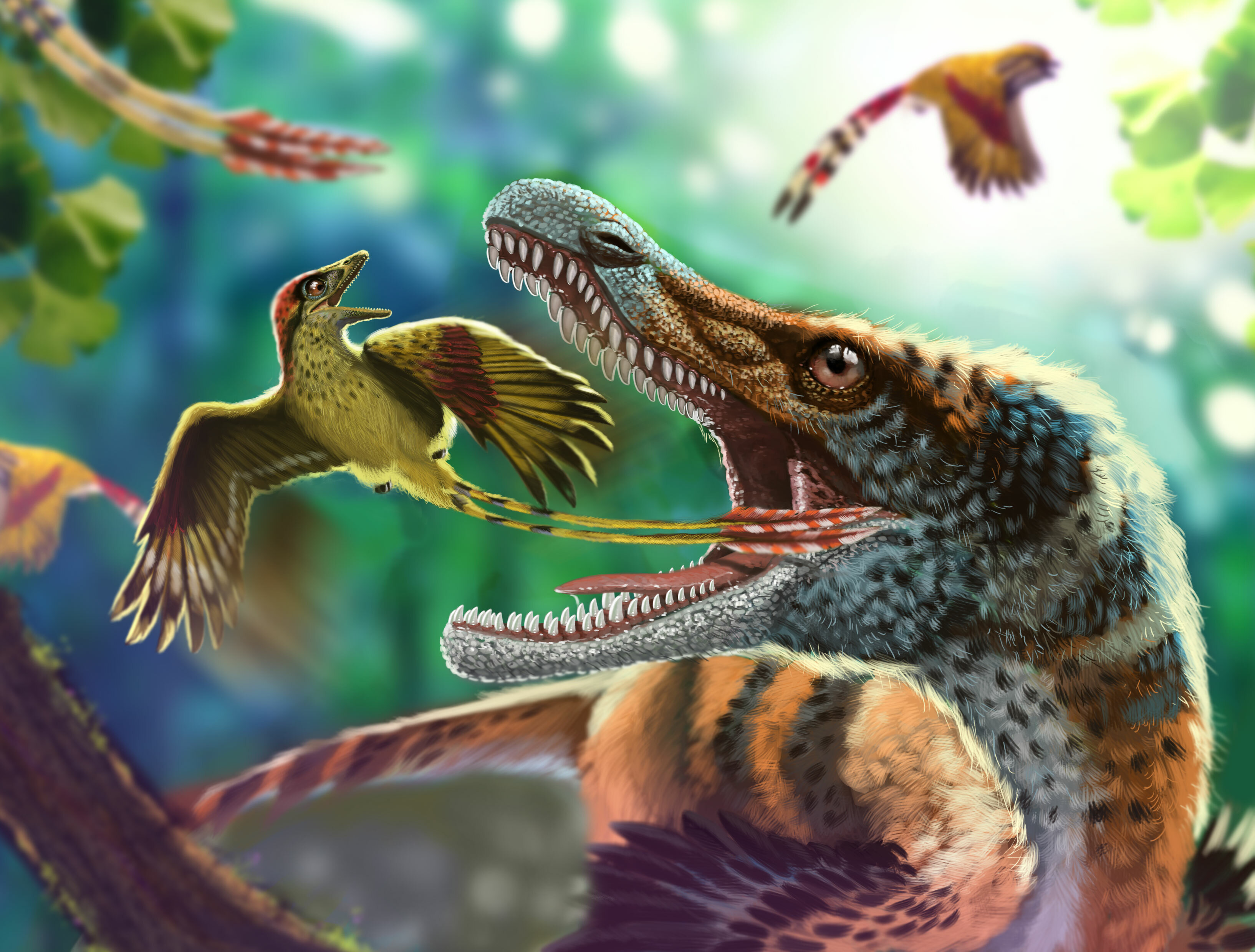
ミリスキアに襲われるCratoavis

小型獣脚類のミリスキアは、明確な頭部(顎や歯)が見つかっていないものの、概ね活動的な肉食動物だったと推測されている。周りの湿原には多種多様な魚類や小動物(無脊椎動物/脊椎動物を問わず)が生息しており、同様に小動物を獲物とする獣脚類のサンタナラプトルや複数の翼竜(プテロダクティルス科)やワニ類、カメ類が確認されている。
機会さえあれば大型恐竜(例イリテーター)の幼体も掠め盗って食べていた可能性もある。

## 他種との関係
れっきとした肉食動物とはいえ、本種の生態的ニッチは中層に位置し、様々な捕食動物に囲まれた暮らしをしていた。

### 天敵

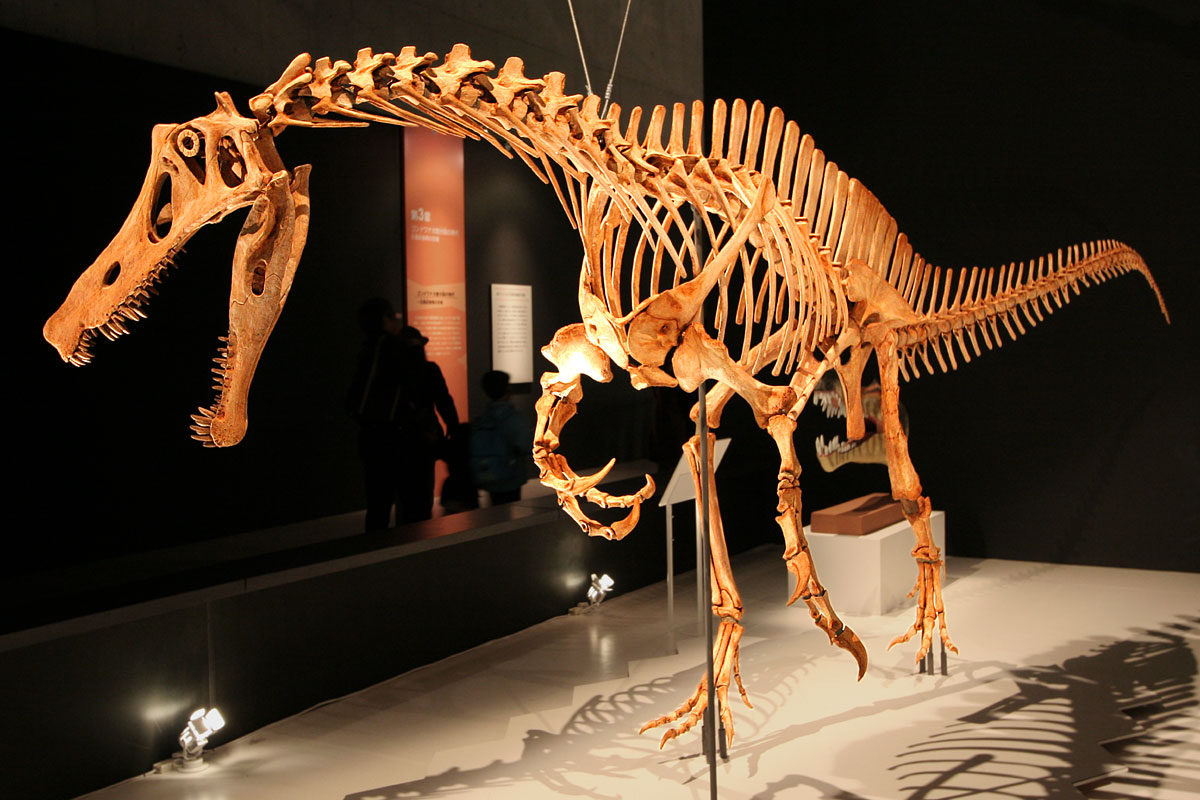
イリテーターの復元骨格

上位は未同定のメガラプトル科やイリテーターのような大型獣脚類が占めており、時には本種も彼らの餌食になっていた可能性がある。特にイリテーターを含むスピノサウルス科は、当時カルカロドントサウルス科と並んで本種のような小型獣脚類を抑圧する存在だったとされている。

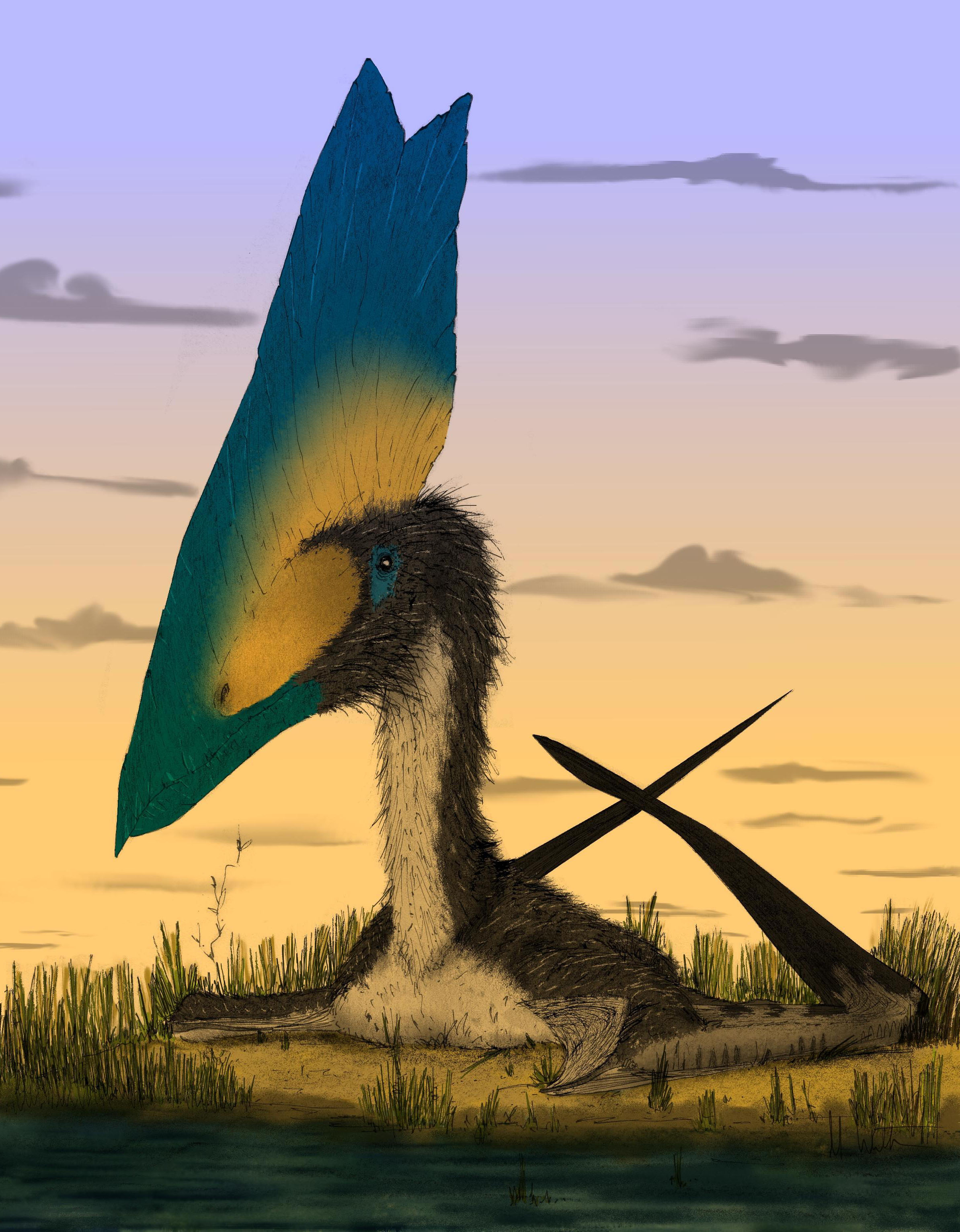
タラッソドロメウスの復元図

また同層からは大型翼竜のタラッソドロメウスも産出しているが、タラッソドロメウスは顎の研究から比較的大きな獲物を狙っていた可能性が指摘されており、そうであれば共存した小型恐竜のミリスキアも狙われていた可能性がある。この推測を元にネット上ではミリスキアに襲い掛かるタラッソドロメウスのイラストが多数存在しているが、両者の捕食-被食関係を示す直接的な証拠は現在まで見つかっていない。なおタラッソドロメウスが本当に大型の獲物を狙っていたのかは不明である。タラッソドロメウスは嘴の先が現在の猛禽類のように鉤型(フック状)になっておらず、肉を切り裂く能力は低かったため、仮に小型恐竜を仕留めたとしても、獲物を解体する能力があるかどうかに異論が差し挟まれる余地がある(詳しくはタラッソドロメウス、アズダルコ類の項を参照)。

### 競争相手
ニッチ上の競争相手としては、メガラプトル科の幼体やサンタナラプトルのような小型獣脚類、そして各種ワニ類や翼竜が考えられる。なお湿地に生息する現在のネコ科では、こうした共存地域にて狙う獲物を限定する食べ分けが成立している地域がある。

## 古環境
ミリスキアはロムアルド累層から知られ、層の岩石は約1億1000万年前の前期白亜紀アルビアンまで遡る。この時代には南南極海が開いており、円形の大西洋を取り巻くブラジル南部とアフリカ南西部の海盆を形成していたが、ブラジル北東部とアフリカ西部はまだ陸で繋がっていた。ロムアルド累層はサンタナ層群の一部で、イリタトルが記載された頃はサンタナ累層とされていた層の部層と考えられていた。ロムアルド累層は化石が素晴らしい状態で保存される堆積層であるラーガーシュテッテで、頁岩に埋め込まれた石灰岩からなり、クラト累層の上に横たわる。石灰岩中に化石が立体的に保存されていることで有名であり、多くの翼竜化石でも知られる。翼竜や恐竜の筋繊維に加え、エラや消化物、心臓を保存した魚類も発見されている。この層は海水準の変動サイクルと競合する不規則な淡水の影響を受ける沿岸のラグーンであったと解釈されている。この層の気候は熱帯で、現在のブラジルの気候に大まかに対応している。層を取り巻く地域は乾燥地帯ないし半乾燥地帯で、大部分の植物相は乾生植物であった。ソテツ類と絶滅種の毬果植物門のブラキフィルムが最も広がった植物であった。

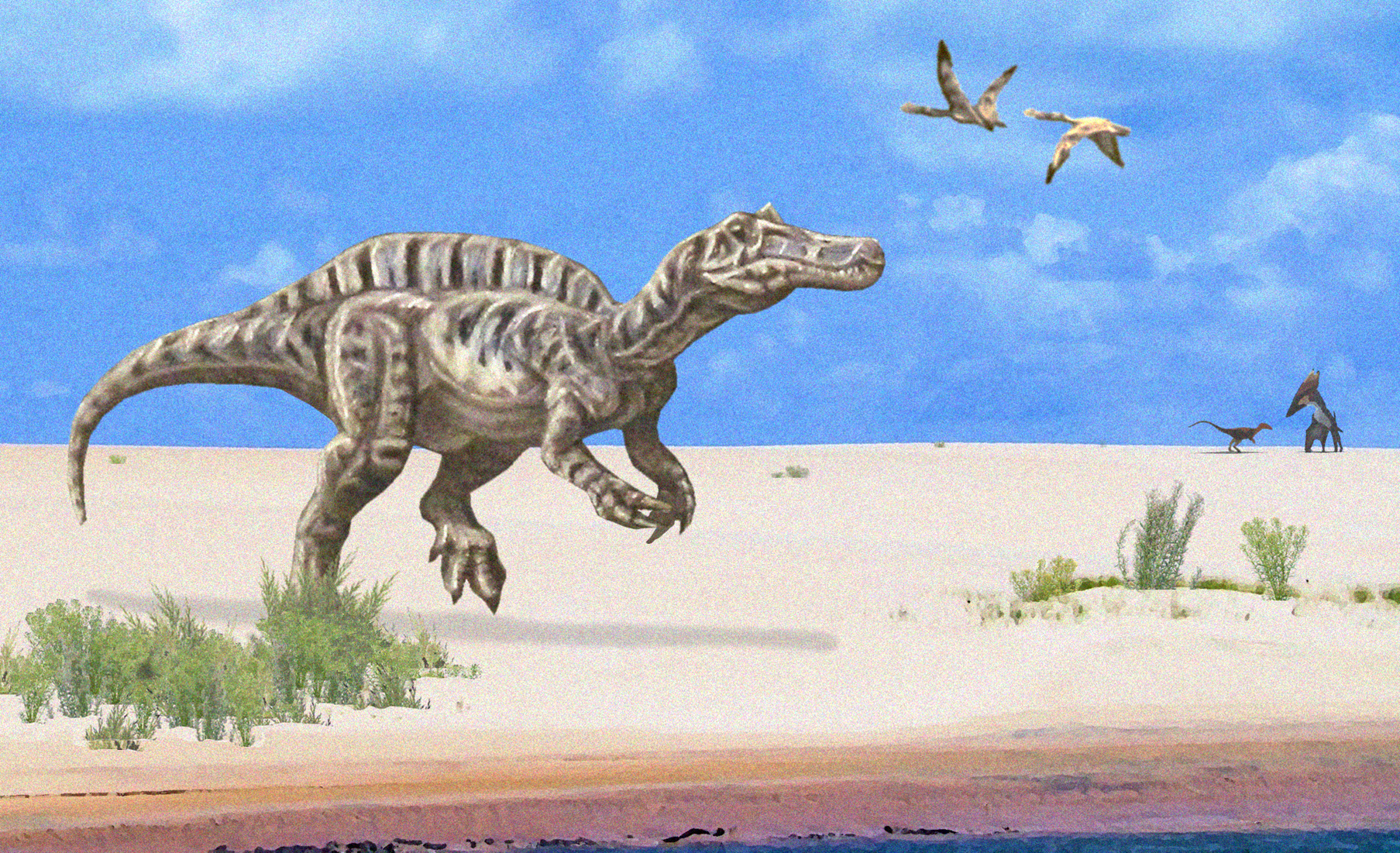
ロムアルド累層の環境で沿岸を歩くイリタトルの復元図

当時の環境はアンハングエラ、アラリペダクティルス、アラリペサウルス、ブラシレオダクティルス、ケアラダクティルス、コロボリンクス、サンタナダクティルス、タペヤラ、タラッソドロメウス、トゥプクスアラ、バルボサニア、マーラダクティルス、トロペオグナトゥス、アンウィンディアなどの翼竜が支配的であった。イリタトル以外で判明している恐竜の動物相は、ティラノサウルス上科のサンタナラプトル、本種ミリスキア、未同定のウネンラギア亜科のドロマエオサウルス科、マニラプトル類に代表された。アラリペスクスやカリリスクスといったワニ形上目やブラシレミス、ケアラケリス、アラリペミス、エウラキセミス、サンタナケリスのようなカメが堆積層から知られている。また、カイエビ、ウニ、貝虫、軟体動物も生息していた。保存の良い魚類の化石記録としてはヒボドゥス科のサメ、エイ、ガー、アミア科、オスニア科、アスピドリンクス科、クラドキクルス科、ソトイワシ科、サバヒー科、マウソニア科や未同定の種が挙げられる。ナイシュらによると、植物食恐竜がいないことは、植生が乏しく大規模な集団を維持できなかったことを意味する可能性がある。個体数の多い肉食獣脚類は、その後豊かな水棲生物を主要な食糧源に変えた可能性がある。また、嵐の後には翼竜や魚類の死骸が海岸線に打ち上げられて獣脚類に膨大な腐肉が提供されたとも彼らは仮説を立てた。層には複数の魚食動物が生息し、熾烈な競争が起こった可能性もある。オーレリアノらは動物たちが間違いなくある程度生態的地位を分けていたと主張した。この見解では、ラグーンの中で動物たちは体格と生息地に合わせて獲物を変えていた。

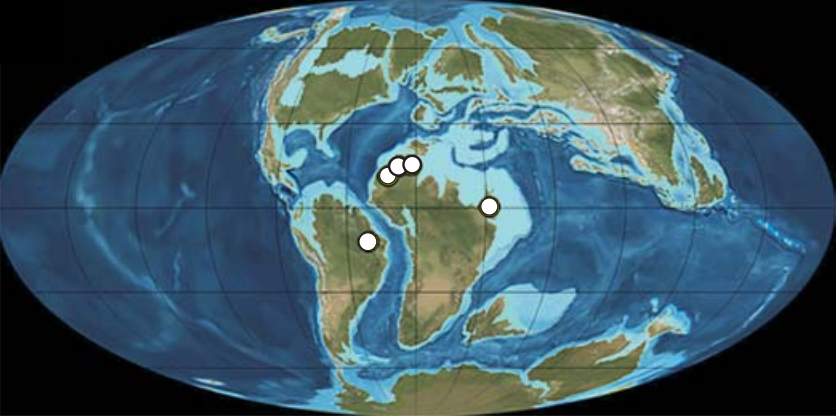
1億1300万年前から9390万年前のアルビアン - セノマニアンに由来するスピノサウルス科の化石が発見された場所

ロムアルド累層とクラト累層の動物相は白亜紀中ごろのアフリカの動物相と類似しており、アラリペ盆地がテチス海と繋がっていたことが示唆されている。ただし、アラリペ盆地に海洋無脊椎動物がいないため盆地の堆積物は海洋性ではなかったことが示されており、テチス海とアラリペ盆地の繋がりは散発的であった可能性が高い。2004年にダレン・ナイシュらは、ロムアルド累層の恐竜の動物相は海岸線か川で死亡して海へ運ばれ、漂った末に化石化した動物に代表されていると主張した。2018年にオーレリアノらはこのシナリオに異議を唱えた。Irritator challengeri のホロタイプの下顎は残りの頭骨と関節下状態で発見されたが、死体が海を漂ったなら分散した可能性が高いと彼らは主張した。また、骨格の骨硬化ゆえに死体はすぐに海へ沈んだとも彼らは綴った。従って、サンタナ層群から産出した化石は異所的に堆積したのではなく、土着の生息地で埋没した生物を代表するものであると彼らは結論付けた。